# Sphaerolobium rostratum
Sphaerolobium rostratum är en ärtväxtart som beskrevs av Roger William Butcher. Sphaerolobium rostratum ingår i släktet Sphaerolobium och familjen ärtväxter. Inga underarter finns listade i Catalogue of Life.